# Kuchlug

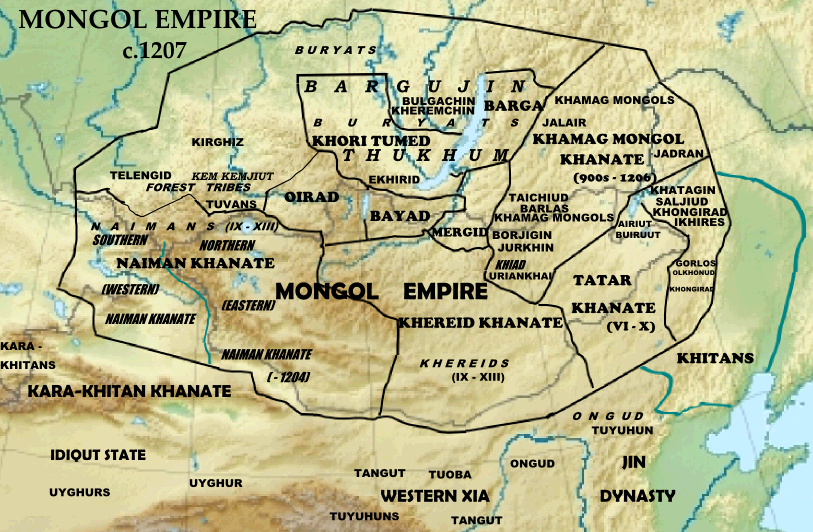

Kuchlug (pronunciato anche Küchlüg) (... – 1218) è stato un condottiero e sovrano mongolo, e un membro della tribù Naiman della Mongolia occidentale. Sconfitto da Gengis Khan, fuggì a occidente nel khanato Kara Khitay. Riuscì ad ottenere il controllo del regno nel 1210. Venne ucciso nel 1218 dai Mongoli quando questi conquistarono la regione.

## Biografia

### Le origini
Kuchlug era il figlio di Taibuqa, il Tayang Khan (capo) della tribù Naiman. Nel 1204, Jamuqa, il principale rivale mongolo di Temüjin (futuro Gengis Khan), si rifugiò presso i Naiman. Temüjin lo inseguì e venne a scontrarsi con la tribù. Taibuqa, inizialmente esitante, preferiva ritirarsi verso i Monti Altaj e attaccare i Mongoli da quella posizione. Kuchlug preferiva invece un assalto diretto ai Mongoli in campo aperto, giungendo a reputare pubblicamente il piano del padre come un segno di codardia. A questo punto Taibuqa cedette e permise a Kuchlug di attuare il suo piano. 
La battaglia che ne scaturì si risolse in un disastro per i Naiman, tale da indurre Jamuqa a cercarsi nuovi protettori. Taibuqa stesso venne mortalmente ferito e il suo generale ucciso. La tribù si arrese a Temüjin, venendo reclutata forzatamente nel suo esercito. Kuchlug riuscì a fuggire con pochi seguaci ad ovest verso il Kara Irtish.

### La fuga e l'usurpazione
In seguito Genghis Khan cercò di debellare la minaccia che ancora Kuchlug poteva rappresentare: nel 1208 si scontrarono nuovamente e Kuchlug fu costretto a fuggire ancora più ad occidente nella regione di Semireč'e. A questo punto, temendo di finire nelle mani dei Mongoli, Kuchlug si rivolse ai Kara Khitay per ottenere protezione. 
Kuchlug riuscì a costruirsi presso i Kara Khitay un forte punto di appoggio. Il suo potere giunse ad un livello tale da consentirgli di ottenere la mano di una delle figlie del Gur-Khan (sovrano dei Kara Khitay) e di divenire suo consigliere.
In quel periodo i Kara Khitay furono coinvolti in una disputa con l'Impero corasmio. Dopo la conquista delle rimanenti regioni dei Karakhanidi Muhammad II iniziò ad intraprendere azioni offensive contro i Kara Khitay. Con un improvviso voltafaccia Kuchlug si ribellò al suocero, il Gur-Khan e con l'appoggio di Muhammad II lo detronizzò nel 1210. 
Il Gur-Khan, ritiratosi nella sua capitale Balasagun venne finalmente catturato nel 1211 da Kuchlug. Gli venne concesso di rimanere come sovrano nominale dei Kara Khitay, sebbene in realtà il potere fosse detenuto da Kuchlug, che nel 1213, alla sua morte, assunse anche la carica di Gur-Khan che già deteneva de facto.

### La guerra con l'Impero Corasmio
Una volta affermatosi saldamente come sovrano Kuchlug venne in attrito con il suo vecchio alleato Muhammad, rifiutando di cedere a quest'ultimo dei territori che questi richiedeva come compensazione per il suo appoggio. Si giunse quindi alla guerra aperta, che sebbene contrassegnata da grandi devastazioni e massacri, si risolse in un nulla di fatto. Il confine tra i due imperi fu fissato sul fiume Syr Darya.
Kuchlug era un devoto nestoriano, mentre sua moglie era buddista. Una volta asceso al trono pose la popolazione dinanzi alla possibilità di convertirsi ad una delle due religioni, laddove per coloro che rifiutavano di farlo erano previste delle punizioni. I sudditi musulmani subirono numerose atrocità durante la guerra con l'Impero corasmio. La guerra tra il cristiano Kuchlug e il musulmano Muhammad fu probabilmente uno dei fatti storici reali che stanno alla base del mito del Prete Gianni.

### La fine
Nel 1218 il governatore di Otrar (una città controllata da Muhammad II) umiliò e massacrò due missioni diplomatiche e commerciali inviate colà da Genghis Khan. Reso furente da quest'insulto (sebbene probabilmente il fatto possa essere inquadrato come un semplice pretesto costruito ad arte) pianificò una spedizione per annientare l'Impero corasmio. Al fine di rendere sicura la campagna contro Muhammad, Gengis decise di eliminare eventuali ostacoli che si frapponevano tra lui e il suo nemico islamico. I Kara Khitai divennero così il primo obiettivo della campagna.  
L'attacco al khanato ebbe inizio nel 1218. Dopo un breve resistenza a Semireč'e, la capitale Balasagun si arrese senza combattere e Kuchlug si diede alla fuga verso Kashgar. Le popolazioni islamiche locali, già oppresse in passato da lui, rifiutarono di fornirgli aiuti. Kuchlug continuò la sua fuga verso sud attraverso il Pamir, inseguito dai generali di Gengis Khan, Jebe e Subedei giungendo ai confini del Badakhshan. Qui venne catturato da alcuni abitanti, che lo consegnarono ai Mongoli. Venne decapitato e la sua testa venne esposta dai suoi nemici nelle città che avevano sofferto sotto la sua dominazione.

## Nella cultura di massa
- Kuchlug appare come personaggio giocabile, con il nome di Kushluk, in Age of Empires II: The Age of Kings, dove è uno dei nemici nello scenario Una vita di vendette della campagna di Gengis Khan. Nello scenario in questione è alleato con i Kara Kitay.